# Can Campana
Can Campana és una casa habilitada com a botiga de la Cellera de Ter (Selva) inclosa a l'Inventari del Patrimoni Arquitectònic de Catalunya.

## Descripció
Es tracta d'un immoble que consta de planta baixa i dos pisos superiors, situat entre mitgeres i cobert amb una teulada d'una aigua de vessant a façana. Està ubicat al costat dret del carrer Major.
La planta baixa consta de tres obertures de tipologia dispar. Així per una banda, tenim dues grans obertures: la primera d'arc de mig punt rebaixat i la segona d'arc carpanell rebaixat. Ambdues disposen d'unes dovelles de pedra de mida mitjana ben escairades, que responen a la intervenció que es va efectuar en tot l'immoble en el 1992, tal com ho indica la dovella central de la volta on trobem gravada aquesta data. Mentre que per l'altra, una obertura que contempla un doble emmarcament. Així a nivell exterior està composta per un arc carpanell rebaixat amb muntants de pedra i a nivell interior un altre arc carpanell, però en aquest cas de rajola.
El primer i segon pis han estat resolts partint del mateix plantejament formal, que consisteix en la disposició de tres grans obertures rectangulars per pis, equipades amb llinda monolítica conformant un arc pla, muntants de pedra ben escairats i projectades com a balconades, cadascuna amb la seva respectiva barana de ferro forjat. Tanmateix difereixen en alguns aspectes concretes. I és que les balconades de ferro forjat del primer pis, són estèticament més atractives des del punt de vista visual, en comparació amb l'austeritat que predomina en les balconades del pis superior. El segon aspecte en què difereixen és en l'ornamentació. Així, les llindes de les dues finestres del extrems del primer pis contenen un motiu triangular de caràcter floral coronat amb una creu i amb un petxina al centre. Mentre que en l'obertura de l'extrem esquerre del pis superior, en la llinda es pot llegir una interessant inscripció que diu així: “ROC 1632 SABENCS”
Pel que fa als materials emprats, predomina la pedra. Dintre d'aquesta es reconeixen tres tipologies diferents: en primer lloc, tenim els còdols de riu sense desbastar i treballar localitzats en tot l'espai físic de la façana. En segon lloc, la pedra de Girona, és a dir la pedra nummulítica i calcària, present en zones puntuals i concretes com ara en els muntants i llindes de les finestres del primer pis. I en tercer lloc, la pedra sorrenca localitzada en els brancals i llindes de les finestres del segon pis.
Tot i la gran restauració a que va ser sotmès tot l'edifici en el 1992, encara avui dia es poden observar les restes físiques i vivents de la fesomia de l'antic habitatge, personificades en diversos aspectes com ara el badiu tapiat del segon pis.